# Ivo Banac
Ivo Banac (* 1. März 1947 in Dubrovnik; † 30. Juni 2020 in Zagreb) war ein kroatischer Historiker und Politiker (Umweltminister, Parteivorsitzender der Liberalna stranka, Parlamentsabgeordneter).

## Wirken
Banac, der an der Fordham University und später an der Stanford University Geschichtswissenschaften studierte, wurde dort 1975 promoviert. Dann war er als wissenschaftlicher Assistent an der Universität Stanford und an der staatlichen Universität San Francisco tätig und arbeitete weiter zur Zeitgeschichte Osteuropas. Ab 1988 lehrte er als Hochschullehrer Geschichte an der Yale University. Zwischen 1994 und 1999 lehrte er als Geschichtsprofessor in Budapest an der Central European University, wo er das Osteuropa-Institut leitete. Seit 2008 war er Professor für Geschichte an der Universität Zagreb, seit 2018 an der Katholischen Universität Kroatien in Zagreb.
Banac gehörte der HSLS an; als diese sich 1997 spaltete, gehörte er zur Liberalna stranka, deren Vorsitzender er bis 2004 war. Im zweiten Halbjahr 2003 war er unter Ivica Račan Minister für Umwelt und Raumordnung in der Regierung der Republik Kroatien. Von 2004 bis 2008 gehörte er dem Sabor (kroatisches Parlament) als Abgeordneter an. Seit seinem Parteiaustritt gehörte er dem Sabor bis zum Ende der 5. Legislaturperiode im Jahr 2008 als fraktionsloser Abgeordneter an.
Von 2007 bis 2009 war Banac Vorsitzender des kroatischen Helsinki-Komitees für Menschenrechte. Er war Herausgeber wissenschaftlicher Zeitschriften, insbesondere von East European Politics and Societies, und ein korrespondierendes Mitglied der Kroatischen Akademie der Wissenschaften und Künste. Seit 2010 leitete er die Yale-Sommerschule in Dubrovnik.

## Werke
- Effects of World War I; The Class War After the Great War: The Rise of Communist Parties in East Central Europe, 1918-1921. East European Monographs. Boulder, 1983, ISBN 0-8803-3028-7 (als Herausgeber)
- The national question in Yugoslavia: Origins, history, politics. Cornell University Press, Ithaca / London, 1984, ISBN 0-8014-1675-2.
- With Stalin against Tito: Cominformist splits in Yugoslav communism. Cornell University Press, Ithaca, 1988, ISBN 0-8014-2186-1.
- Raspad Jugoslavije: Eseji o nacionalizmu i nacionalnim sukobima. Durieux, Zagreb, 2001, ISBN 953-188-139-1 (Der Zerfall Jugoslawiens. Essay über Nationalismus und nationale Konflikte).
- Hrvati i crkva: kratka povijest hrvatskog katoličanstva u modernosti. Profil, Zagreb, 2013, ISBN 978-953-313-216-7 (Die Kroaten und die Kirche. Eine kurze Geschichte des kroatischen Katholizismus in der Moderne).